# Плайник
Плайник (на албански: Pllajnik, на сръбски: Плајник) е село в община Драгаш, Призренски окръг, Косово. Населението възлиза на 405 жители според преброяването от 2011 година.

## География
Плайник е част от географския район Ополе, който през 2000 година е обединен административно с Гора в единната община Драгаш. Селото е разположено на около 7 километра североизточно от градчето Драгаш и на около 25 километра южно от град Призрен.

## История
Според Стефан Младенов в 1916 година Плайника е албанско село.